# Reinhold Hedberg
August Reinhold "Boa" Hedberg, född 7 januari 1862 i Petalax, död 28 februari 1922 i Korsholm, var en finländsk präst. Han var son till Fredrik Hedberg och Lovisa Johanna Rydberg.
Hedberg var verksam i olika svenskösterbottniska församlingar, längsta tiden (från 1906) som kapellan i Korsholm. Han kallades "starka prästen" och deltog 1918 i erövringen av Helsingfors där han erhöll titeln fältprost. Han intog en central ställning i Vasabygdens kyrkliga, kulturella och sociala liv. År 1919 företog han en sex månaders predikoresa bland österbottningar i USA.
Hedberg var ledamot av enkammarlantdagen 1907–1919 (Svenska folkpartiet).
En del föremål som tillhört Hedberg, bland annat en kyrksläde, finns bevarade på Brages friluftsmuseum i Vasa.

## Verk
- Österbottniskt bondbröllop i 7 tablåer enligt traditioner och originala sång- och meloditeckningar av Otto Andersson (1907)[4]